# Sunbeam Tiger
La Sunbean Tiger è un'automobile prodotta dalla casa britannica Sunbeam, in produzione dal 1964 al 1967.

## Storia del progetto
Durante gli anni cinquanta, Norman Garrad progettò la Sunbeam Alpine, automobile che sotto vari aspetti anticipò una nuova generazione di auto sportive.
La Alpine ebbe un buon successo anche nelle competizioni automobilistiche, in particolare nei rally, nonostante ciò il suo motore a 4 cilindri erogava solo 78 hp e Garrad non lo giudicava sufficientemente competitivo. Furono presi in considerazione diversi propulsori prodotti dal Gruppo Rootes, di cui anche la Sunbeam faceva parte, ma nessuno fu ritenuto adatto.
La Rootes aveva all'epoca grossi problemi finanziari, e non c'erano i fondi per progettare un nuovo motore.
Il figlio di Norman, Ian Garrad, era il manager per la West Coast del Gruppo Rootes. Continuando il lavoro del padre, e ispirato dalla recente Shelby Cobra, Ian decise di migliorare le prestazioni della Alpine installando un V8 statunitense. Per valutare la fattibilità del progetto, Garrad organizzò un incontrò con John Panks, che era il direttore del Gruppo Rootes per il Nord America, e Carroll Shelby.
Venne espresso parere favorevole al progetto, e Shelby consigliò l'adozione di un motore Small-block, date le ridotte dimensioni della vettura. Difatti, dei V8 presenti sul mercati, la maggior parte non entravano nella piccola scocca della Alpine, e alla fine si optò proprio per uno Small-block di produzione Ford.

### I primi prototipi

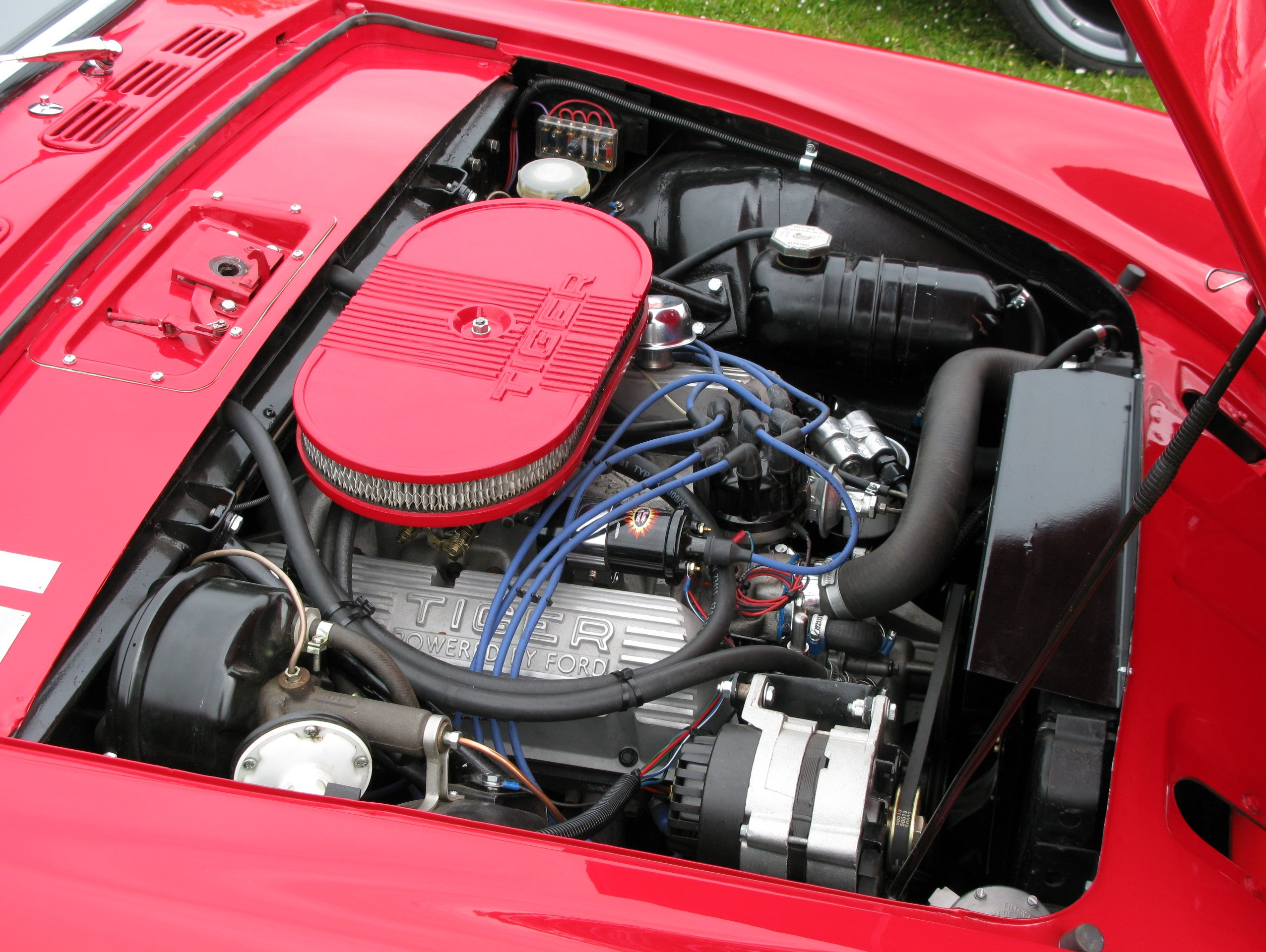
Il motore Ford.

Ian si rivolse allora al pilota automobilistico Ken Miles e allo stesso Carroll Shelby, che lavorarono separatamente ai loro progetti.
Shelby, a cui furono offerti 10.000 dollari, partì da una Alpine serie III su cui installò il propulsore Ford, portato a 275 HP. Venne adottato un nuovo albero di trasmissione, mentre il radiatore dovette essere modificato. L'originale sterzo a ricircolo di sfere fu sostituito da uno a cremagliera della MG.
Il prototipo realizzato da Miles, dietro un compenso di 800 dollari, era più convenzionale e manteneva la maggior parte della componentistica della Alpine, compreso lo sterzo a ricircolo di sfere.
Entrambi i prototipi furono terminati nel maggio del 1963.
Le vetture furono sottoposte a numerosi test, ma quella di Shelby si rivelò nettamente superiore fin dal principio. L'automobile fu trasportata via nave nel Regno Unito, dove fu prima portata alla fabbrica della Sunbeam per ulteriori valutazioni.
Infine, il prototipo venne presentato a Lord Rootes, il fondatore del Gruppo. Provò egli stesso la vettura, e ne rimase entusiasta, nonostante durante la guida avesse lasciato inserito il freno a mano.

## La prima serie

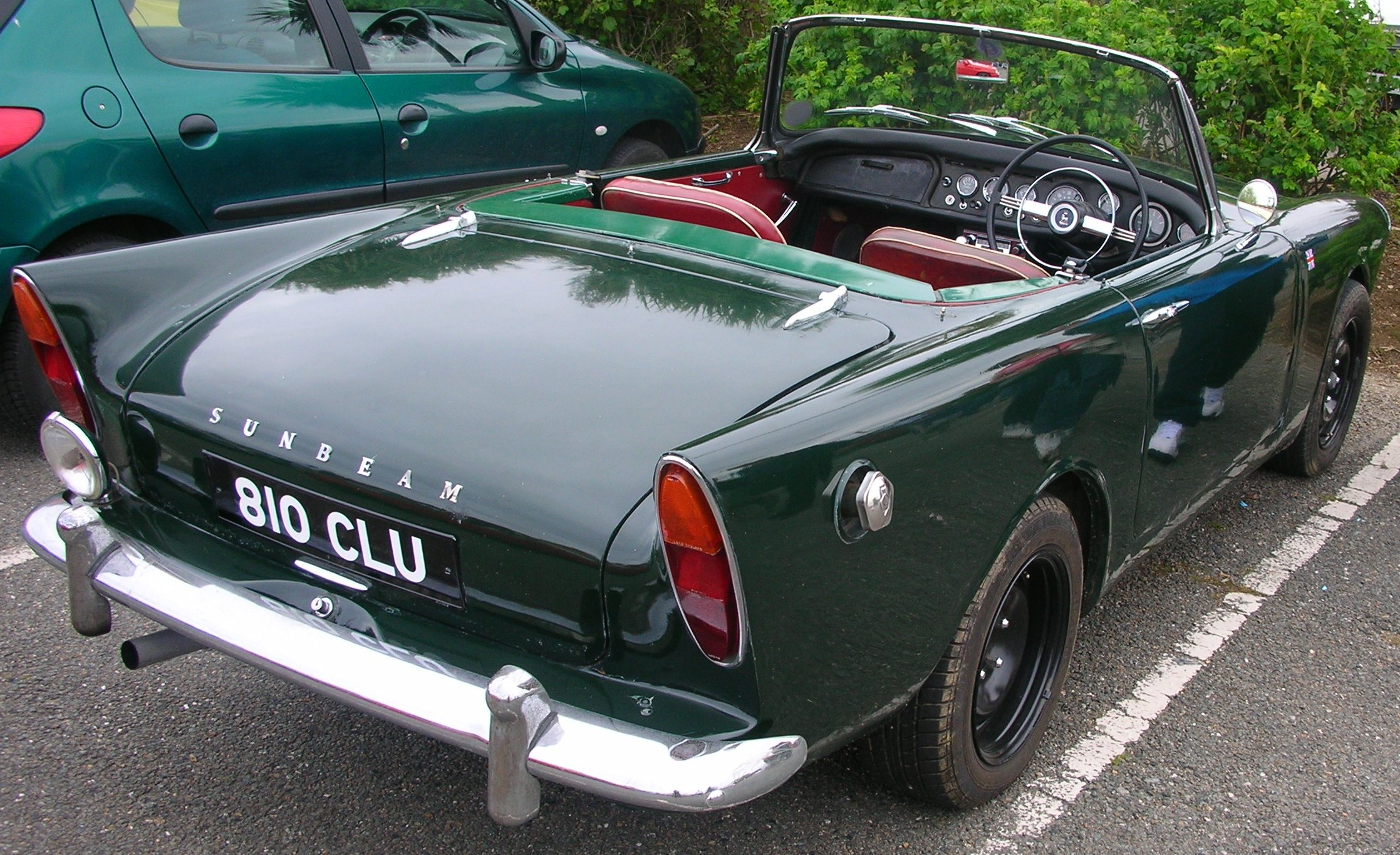
Vista posteriore.

### La scelta del nome
Inizialmente, il progetto aveva il nome di Thunderbolt (letteralmente Folgore, Saetta). In seguito, fu lo stesso Lord Rootes a cambiarne il nome in Tiger, per richiamare l'omonima Sunbeam Tiger degli anni venti, vettura da competizione che conquistò il record di velocità terrestre nel 1926.

### Tecnica e prestazioni
Il propulsore era un V8 da 4261,4cm³ con distribuzione a valvole in testa, che erogava 164 HP.
Per adattare il nuovo motore fu necessario modificare il tunnel di trasmissione, nonché rinforzare le sospensioni. Tali modifiche comportarono un aumento di peso rispetto alla Alpine.
Il cambio di serie era manuale a 4 marce, l'automatico era disponibile come optional a 500 dollari.
La Tiger accelerava da 0 a 60 mph in 7,8 secondi, e arrivava alle 100 mph in 23,7. Il quarto di miglio veniva invece percorso 16 secondi. La Tiger aveva una velocità massima di 189 km/h.
L'assemblaggio delle vetture non veniva effettuato direttamente dalla Sunbeam, ma era affidato alla Jensen Motors.
Era disponibile, come optional, un kit che portava la potenza della Tiger a 245 HP.

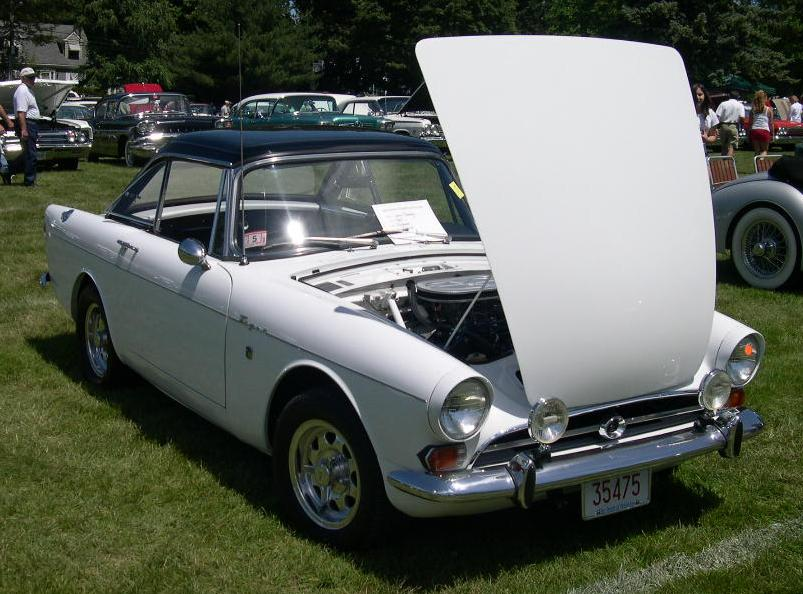
Una Tiger equipaggiata con tettuccio rigido.

| Configurazione                                                                                         | Configurazione | Configurazione | Configurazione | Configurazione | Configurazione |
| --- | --- | --- | --- | --- | --- |
| Carrozzeria: Spider                                                                                    | Carrozzeria: Spider | Posizione motore: anteriore | Posizione motore: anteriore | Trazione: posteriore | Trazione: posteriore |
| Dimensioni e pesi                                                                                      | | | | | |
| Ingombri (lungh.×largh.×alt. in mm): 3962 × 1537 × 1308                                                | Ingombri (lungh.×largh.×alt. in mm): 3962 × 1537 × 1308                                                                         | Ingombri (lungh.×largh.×alt. in mm): 3962 × 1537 × 1308                                                                         | Ingombri (lungh.×largh.×alt. in mm): 3962 × 1537 × 1308                                                                         | Diametro minimo sterzata: | Diametro minimo sterzata: |
| Interasse: 2184 mm                                                                                     | Interasse: 2184 mm | Carreggiate: anteriore 1295 - posteriore 1232 mm                                                                                | Carreggiate: anteriore 1295 - posteriore 1232 mm                                                                                | Altezza minima da terra: | Altezza minima da terra: |
| Posti totali: a                                                                                        | Posti totali: a | Bagagliaio: | Bagagliaio: | Serbatoio: 53 litri | Serbatoio: 53 litri |
| Masse                                                                                                  | / in ordine di marcia: 1163 kg                                                                                                  | / in ordine di marcia: 1163 kg                                                                                                  | / in ordine di marcia: 1163 kg                                                                                                  | / in ordine di marcia: 1163 kg                                                                                                  | / in ordine di marcia: 1163 kg                                                                                                  |
| Meccanica                                                                                              | | | | | |
| Tipo motore: anteriore longitudinale 8 cilindri a V (angolo tra le bancate: 90°) raffreddato a liquido | Tipo motore: anteriore longitudinale 8 cilindri a V (angolo tra le bancate: 90°) raffreddato a liquido                          | Tipo motore: anteriore longitudinale 8 cilindri a V (angolo tra le bancate: 90°) raffreddato a liquido                          | Cilindrata: (Alesaggio x corsa: 96,52 x 72,9 mm); unitaria 532,68, totale 4261,4 cm³                                            | Cilindrata: (Alesaggio x corsa: 96,52 x 72,9 mm); unitaria 532,68, totale 4261,4 cm³                                            | Cilindrata: (Alesaggio x corsa: 96,52 x 72,9 mm); unitaria 532,68, totale 4261,4 cm³                                            |
| Distribuzione: OHV                                                                                     | Distribuzione: OHV | Distribuzione: OHV | Alimentazione: 1 Carburatore doppio corpo Ford                                                                                  | Alimentazione: 1 Carburatore doppio corpo Ford                                                                                  | Alimentazione: 1 Carburatore doppio corpo Ford                                                                                  |
| Prestazioni motore                                                                                     | Potenza: 164 HP a 4400 giri; potenza specifica: 38,4 HP/litro; Rapporto peso/potenza: 7,3 kg/HP / Coppia: 349,8 N m a 2200 giri | Potenza: 164 HP a 4400 giri; potenza specifica: 38,4 HP/litro; Rapporto peso/potenza: 7,3 kg/HP / Coppia: 349,8 N m a 2200 giri | Potenza: 164 HP a 4400 giri; potenza specifica: 38,4 HP/litro; Rapporto peso/potenza: 7,3 kg/HP / Coppia: 349,8 N m a 2200 giri | Potenza: 164 HP a 4400 giri; potenza specifica: 38,4 HP/litro; Rapporto peso/potenza: 7,3 kg/HP / Coppia: 349,8 N m a 2200 giri | Potenza: 164 HP a 4400 giri; potenza specifica: 38,4 HP/litro; Rapporto peso/potenza: 7,3 kg/HP / Coppia: 349,8 N m a 2200 giri |
| Frizione:                                                                                              | Frizione: | Frizione: | Cambio: a 4 rapporti | Cambio: a 4 rapporti | Cambio: a 4 rapporti |
| Telaio                                                                                                 | | | | | |
| Sterzo                                                                                                 | A cremagliera | A cremagliera | A cremagliera | A cremagliera | A cremagliera |
| Freni                                                                                                  | anteriori: A disco / posteriori: A tamburo                                                                                      | anteriori: A disco / posteriori: A tamburo                                                                                      | anteriori: A disco / posteriori: A tamburo                                                                                      | anteriori: A disco / posteriori: A tamburo                                                                                      | anteriori: A disco / posteriori: A tamburo                                                                                      |
| Prestazioni dichiarate                                                                                 | | | | | |
| Velocità: 189 km/h                                                                                     | Velocità: 189 km/h | Velocità: 189 km/h | Accelerazione: | Accelerazione: | Accelerazione: |

## Varianti e esemplari unici
Della prima serie, la MkI, furono prodotti 6469 esemplari. Di questi, gli ultimi 2706 erano MkIA, versione su cui vennero apportate diverse modifiche. La prima versione montava un tettuccio rigido amovibile in acciaio, che sulla MkIA venne sostituito da una capote in vinile. Venne installata l'aria condizionata, le portiere subirono un leggero restyling, con nuovi angoli quadrati invece di tondi, inoltre vennero svuotate dal riempimento in piombo.

### La Harrington coupé
La carrozzeria Harrington aveva realizzato una versione coupé della Alpine, che ebbe grande successo nelle competizioni, comprese alcune partecipazioni alla 24 Ore di Le Mans. Poco dopo l'entrata in produzione della Tiger, la Sunbeam si rivolse alla Harrington per allestire una versione coupé della nuova vettura. L'unico prototipo, con numero di telaio B9472164HROFE, fu completato nel 1965. Non ebbe alcun seguito, in quanto dopo l'acquisto del Gruppo Rootes da parte della Chrysler, vennero sospesi tutti i nuovi progetti.

## La MkII
Nel 1967 venne lanciata sul mercato la Tiger MkII. La vettura montava un nuovo propulsore da 4737 cm³, che erogava 200 hp a 4400 giri, con una coppia di 382,4 N m a 2400 giri.

## La Tiger nelle competizioni
La Tiger fu progettata rispettando le omologazioni FIA per i campionati di turismo europei.
Come la Alpine, anche la Tiger partecipò alle competizioni di rally. Significative furono le vittorie di categoria al Rally di Genova del 1964, e quelle al Rally di Montecarlo e all'International Scottish Rally del 1965.
Negli Stati Uniti, le Tiger parteciparono principalmente alle competizioni di dragster, che erano organizzate da diverse associazioni. La maggiore di queste era la National Hot Rod Association, che organizzava il Campionato mondiale di dragster, campionato che nel 1965 fu vinto proprio da una Sunbeam Tiger. La vettura, che partecipava nella Classe C, alla guida di Stan Peterson completò il quarto di miglio in 12,9 secondi con una velocità di uscita di 110 mph (180 km/).

### La 24 Ore di Le Mans
La Lister allestì due Tiger in versione coupé per partecipare alla 24 Ore di Le Mans del 1964. La preparazione tecnica fu affidata a Shelby, che decise di aumentare la cilindrata, portando la potenza erogata a 275 HP. Oltre alle due vettura da gara, ne fu modificata anche una terza da impiegare come muletto.
Le Tiger così elaborate rientravano nella classe destinata ai prototipi con cilindrata libera, e si ritrovarono a gareggiare con avversarie come la Ferrari 330 P o la Ford GT40. 
Le vetture si rivelarono comunque veloci, registrando sull'Hunaudières una velocità di punta di 160 mph (257,4 km/h).
Le due Tiger furono portate in gara dagli equipaggi Ballisat/Dubois e Procter/Blumer, ma entrambe furono costretta al ritiro per problemi al motore, rispettivamente al 37º e al 118º giro.

## L'uscita di scena
L'elevato prezzo di vendita, che era pari a quello di una Chevrolet Corvette e oltre il doppio di quello della Jaguar E-Type, si ripercosse sulle vendite che non riuscirono mai a decollare. Inoltre, la Chrysler, che recentemente aveva acquistato l'83% del Gruppo Rootes, non apprezzava il fatto che la Tiger montasse un propulsore Ford.
Poco dopo l'entrata in commercio della nuova MkII, la produzione cessò.
La produzione totale fu di circa 7000 esemplari.

## La Tiger nei media
La Sunbeam Tiger divenne nota al grande pubblico come l'automobile dell'Agente 86, il protagonista della serie televisiva Get Smart.